# Münire Sultan (dcera Kemaleddina)
Münire Sultan (5. dubna 1880 – 7. října 1939) byla osmanská princezna. Byla dcerou Şehzade Ahmed Kemaleddina a vnučka sultána Abdulmecida I.

## Mládí
Münire Sultan se narodila 5. dubna 1880 v paláci Dolmabahçe v Istanbulu. Jejím otcem byl korunní princ Şehzade Ahmed Kemaleddina a matkou jeho žena Fatma Sezadil Hanım. Byla jejich druhým dítětem. Měla o dva roky starší sestru Atiyeullah Sultan, která však zemřela ještě jako dítě. Byla vnučkou sultána Abdulmecida I. a jeho manželky Verdicenan Kadınefendi.

## Manželství
V roce 1907 ji tehdejší sultán Abdulhamid II. provdal z Mehmeda Saliha Pašu, syna velkovezíra Hayreddina Paši. Svatební obřad se konal 10. ledna v paláci Yıldız. Společně měli syna, Sultanzade Ahmed Kemaleddin Beye. Její manžel byl obviněn ze spoluúčasti na vraždě velkovezíra a generála Mahmuda Ševketa Paši a byl v roce 1913 odsouzen k smrti. Münire i její matka Sezadil prosili sultána Mehmeda V., aby mu trest prominul, ten však podepsal rozsudek bez přemýšlení a 11. června 1913 byl její manžel popraven oběšením.

## Exil a smrt
V březnu roku 1924 byla celá sultánova rodina vyhoštěna ze země. Münire a její syn se usadili nejdříve v Tunisku, kde žili čtyři roky a poté se usadili v Nice ve Francii. Zde měli mnoho finančních problémů. Nebyla příliš společenská a stále se trápila nad smrtí manžela. Zemřela 7. října 1939 ve věku 59 let a pohřbena byla rovněž v Nice.